# Ourta-Ielga
 (juillet 2019).
Ourta-Ielga (en russe : Урта-Елга) est une localité rurale (un village) du district de Baltatchevski, en Bachkirie, en Russie. La population était de 46 habitants en 2010. Il y a 2 rues.